# Obudowa ochronna (elektryczność)
Obudowa ochronna – obudowa otaczająca części wewnętrzne urządzenia w celu zapobieżenia dostępowi do niebezpiecznych części czynnych ze wszystkich stron. Jest jednym ze środków ochrony przeciwporażeniowej przed dotykiem bezpośrednim. W przeciwieństwie do barier i przegród ochronnych do zdemontowania obudowy potrzebne są klucze lub narzędzia. W innym przypadku dostęp do niebezpiecznych części czynnych powinien być możliwy po uprzednim ich izolacyjnym odłączeniu od obwodu zasilającego.